# Cyclosa longicauda
Cyclosa longicauda là một loài nhện trong họ Araneidae.
Loài này thuộc chi Cyclosa. Cyclosa longicauda được Władysław Taczanowski miêu tả năm 1878.